# Kaya Toft Loholt
Kaya Toft Loholt, född den 21 december 2007, är en dansk skådespelare.
Kaya Toft Loholt spelade huvudrollen, Emma, i den danska filmen A Perfectly Normal Family. För sin rollprestation belönades hon med Bodilpriset för bästa kvinnliga huvudroll. Hon har även medverkat i TV-serien Carmen Curlers. 2024 spelade hon huvudrollen Fanny i filmen My Eternal Summer.

## Filmografi (i urval)
- 2020 – A Perfectly Normal Family
- 2022–2023 – Carmen Curlers (TV-serie)
- 2024 – My Eternal Summer